# Жената на живота ми
Жената на живота ми (на испански: La mujer de mi vida) е американска теленовела, създадена по оригиналната история от Марио Шахрис и разработена от Летисия Кастро и Валентина Шахрис и продуцирана от Телемундо Глобал Студиос за Телемундо през 2024 г. Премиерата е в Мексико на 8 октомври 2024 г.
В главните роли са Анхелика Селая, Иван Санчес, Катрин Сиачоке и Маурисио Ислас.

## Сюжет
Сериалът се върти около Рикардо Орибе, физически непривлекателен, но успешен бизнесмен, отдаден на семейството си и влюбен в красивата си съпруга Даниела, млада амбициозна актриса. Животът на Рикардо претърпява обрат, когато най-добрият му приятел Емилио го предава и се опитва да го убие, за да поеме компанията му и семейството, което никога не е имал. Въпреки че е смятан за мъртъв от семейството и приятелите си, Рикардо е все още жив, но страда от амнезия. След курс от 15 години Рикардо преминава през няколко физически промени и възстановява паметта си.
Готов да върне всичко, което му принадлежи, той приема нова самоличност като Пабло Силва, за да избегне попадането в ръцете на властите за лошия ход, планиран от Емилио. Решен да спечели обратно любовта на живота си, той се завръща, за да се свърже отново със съпругата, децата и приятелите си, без да бъде разпознат. Той обаче трябва да внимава, защото ако бъде разкрит, може да съсипе живота си и живота на близките си.

## Актьори
- Иван Санчес – Рикардо Орибе / Пабло Силва
- Анхелика Селая – Даниела Милан
- Маурисио Ислас – Емилио Гарсия Фуентес
- Катрин Сиачоке – Марсела Хименес Мело
- Патрисия Рейес Спиндола – Антония Орибе
- Давид Остроски
- Родриго Мъри – Педро Магнети
- Норма Анжелика – Нина Лопес
- Ванеса Диас – Хуана Орибе Милан
- Джейсън Ромо – Данте Орибе Милан
  - Крис Амадо – дете Данте
- Розалинда Родригес – Шарън Гонсалес
- Освалдо Сарате – Хуан Мануел Авила
- Фелипе Бетанкур – Андрес Росалес

## Премиера
Премиерата на „Жената на живота ми“ е на 2024 г. по Nueve.
| Година | Излъчване              | Брой епизоди | Премиера        | Премиера         | Финал | Финал            |
| Година | Излъчване              | Брой епизоди | Дата            | Зрители (в млн.) | Дата  | Зрители (в млн.) |
| ------ | ---------------------- | ------------ | --------------- | ---------------- | ----- | ---------------- |
| 2024   | понеделник-петък 22:00 |              | 8 октомври 2024 |                  |       |                  |

## Продукция
Снимките на продукцията на сериала започнаха на 17 септември 2021 г. На 7 октомври 2021 г. фотосесията на актьорите и официалната пресконференция се проведоха в Telemundo Center Studios. Снимките на продукцията приключиха на 15 януари 2022 г. на място в Маями, Флорида. Сериалът беше представен на 16 май 2022 г., като част от предварителния план на Телемундо за телевизионния сезон 2022-23 г.